# Gisèle Jónsson
Pour les articles homonymes, voir Jónsson.
Gisèle Jónsson est une botaniste française née le 29 juin 1923 à Latronquière dans le Lot et morte le 27 novembre 2013 à Molières-Cavaillac dans le Gard.

## Biographie
Gisèle Dailly est née le 29 juin 1923 à Latronquière. Elle passe en 1943 un brevet supérieur qui lui permettra d'enseigner les mathématiques au collège de Gien (1945-146). Très tôt attirée par les sciences et la botanique, elle intègre en 1947 un poste technique au CNRS tout en collaborant avec le laboratoire de botanique de l’École normale supérieure où elle devient l'assistante du Professeur Lucien Plantefol, titulaire de la chaire de Botanique de la Sorbonne. Elle obtient son doctorat ès sciences en 1962.
Membre du laboratoire de biologie végétale de l'université d'Orsay, elle y fait la connaissance d’un jeune scientifique islandais Sigurður Jónsson qu’elle épouse peu après. Le jeune couple va s'investir intensément dans les échanges scientifiques et culturels entre l'Islande et la France. Ils travaillent en Islande en 1968-1969, recensant les espèces végétales des îles Vestmann ; l’herbier réalisé par Gisèle Jónsson au cours de ce séjour est aujourd'hui le seul témoin existant de la végétation initiale de l’île d’Heimaey détruite par une éruption volcanique en 1973.
De 1982 à 1988, Gisèle Jónsson poursuit ses travaux au sein du CNRS comme Ingénieur de recherche où elle est nommée responsable des publications scientifiques de la section archéologie qui publie la revue Gallia.
Définitivement établie au hameau de Ardaillers à Valleraugue dans les années 1990 après sa retraite, elle va se prendre de passion pour une abbaye ruinée située sur le Mont Aigoual le Prieuré Notre-Dame-de-Bonheur (Bonahuc en occitan) fondé par la famille de Roquefeuil en 1002 et surnommé le "Saint-Bernard des Cévennes".. Afin de sauver ce patrimoine en péril, elle fonde en 1993, l’association « Prieuré Notre-Dame-de-Bonheur »., qui va permettre d’inventorier des milliers de pierres mais aussi de consolider ce site médiéval cévenol exceptionnel grâce à l’aide des Monuments historiques et des chantiers Rempart. Ces campagnes, échelonnées de 1989 à 1998, permettent de découvrir en 1996 le magnifique tympan de l’église abbatiale.
Parallèlement à ces actions de sauvegarde du patrimoine, elle poursuit ses recherches sur les échanges scientifiques et diplomatiques entre l’Islande et la France avec son mari, le scientifique islandais Sigurður Jónsson, qui meurt en 2007. Gisèle Jónsson lui dédiera en 2012 les 2 tomes d’un ouvrage de référence concernant les relations Franco-Islandaises au dix-neuvième siècle.
Elle meurt le 27 novembre 2013. Ses archives et une partie de sa bibliothèque ont été léguées à l'Académie des Hauts Cantons.

## Titres et distinctions
- Médaille du CNRS
- Membre de l'Académie des Hauts Cantons (fauteuil XI)[11].

## Publications (extrait)

### Ouvrages

#### Cévennes
- Ardaillers, des braconniers aux chasseurs, souvenirs cévenols. (avec Colette Jeanjean), 1979.
- Fleurs de Notre-Dame de Bonheur, Le Vigan : Imprimerie Clément, 2010.

#### Islande
- Jonsson, Gisèle. Les Relations franco-islandaises au dix-neuvième siècle. Tome 1 : L’Expédition Gaimard. Le Vigan : Imprimerie Clément, 2012.
- Jonsson, Gisèle. Les Relations franco-islandaises au dix-neuvième siècle. Tome 2 : L’Expédition du Prince Napoléon le  Voyage de la  « Reine  Hortense »  1856. Le

Vigan : Imprimerie Clément, 2012. 

### Articles

#### Botanique
- "Étude ontogénique du Stapelia variegata L. : le point végétatif de la germination à la plante adulte" — In : Revue générale de botanique, Paris, 1968.
- "Recherches ontogéniques sur une anomalie spontanée du Stapelia, la fasciation en éventail, la création d’un axe fascié". La Défasciation — In : Revue générale de botanique, Paris, 1969.
- "Fasciation inflorescentielle et fasciation végétative" — In : Acta naturalia islandica vol. Ii - no. 9, Reykjavik, 1970.
- "La Reprise de croissance annuelle de la tige fasciée chez l’Evonymus japonicus Thunb. var. microphylla Jeager". — In : Acta Botanica Islandica, novembre 1971.

#### Cévennes
- "Notre-Dame du Bonheur" — In : Cévennes Magazine, n°1112 (nov.-01), pp.14-19.

#### Islande
- "L’Islande, Terres des vikings" — In : Mémoires de l’Académie des Hauts Cantons, 2012-2013, Le Vigan : Imprimerie Clément, 2016.